# Byron Bay
 (avril 2024).

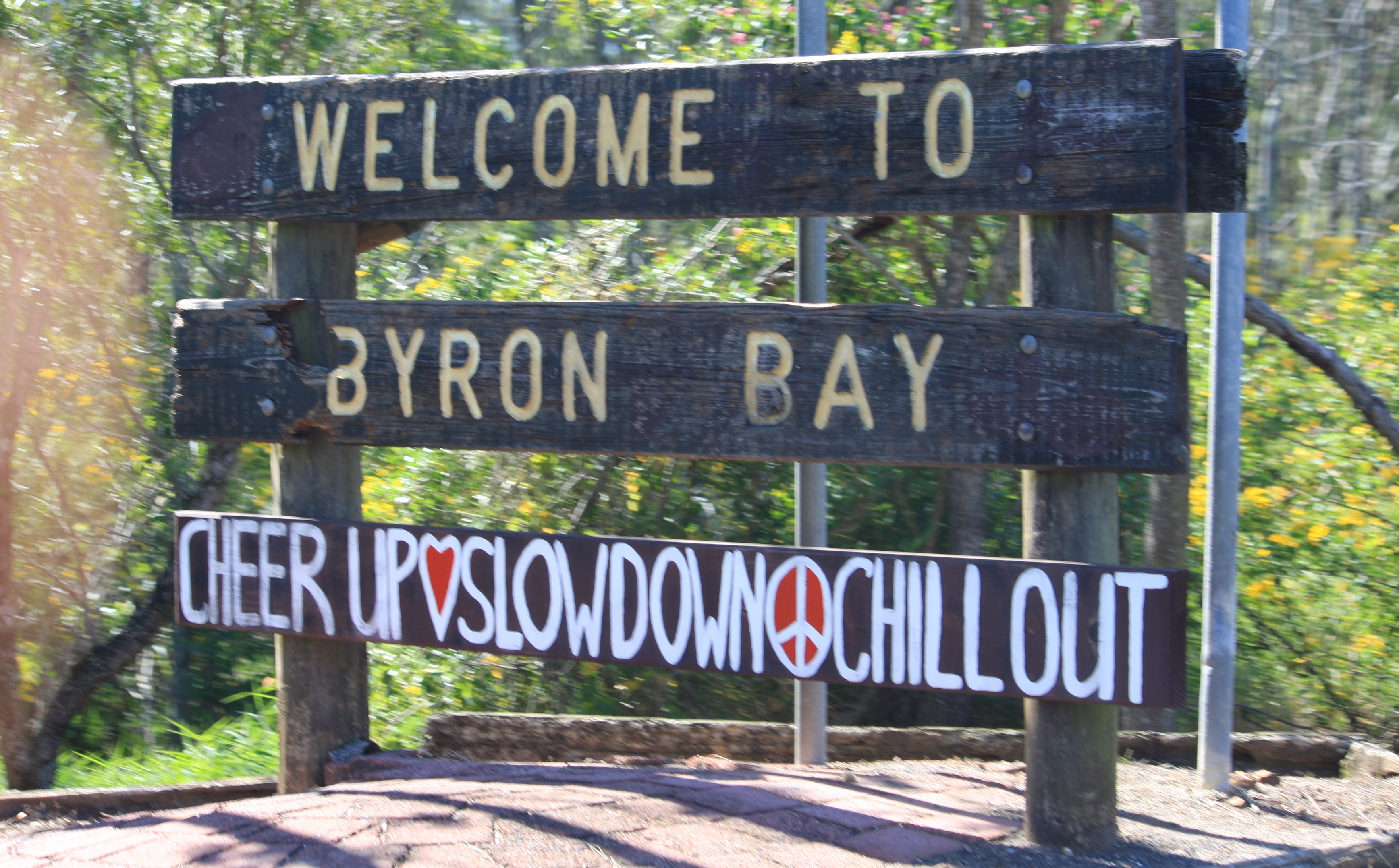
À l’entrée de Byron Bay, le panneau Cheer up, slow down, Chill out indique l'arrivée au pays des bonnes ondes, où l'on peut oublier le stress des grandes villes, se laisser aller et marcher pieds nus.

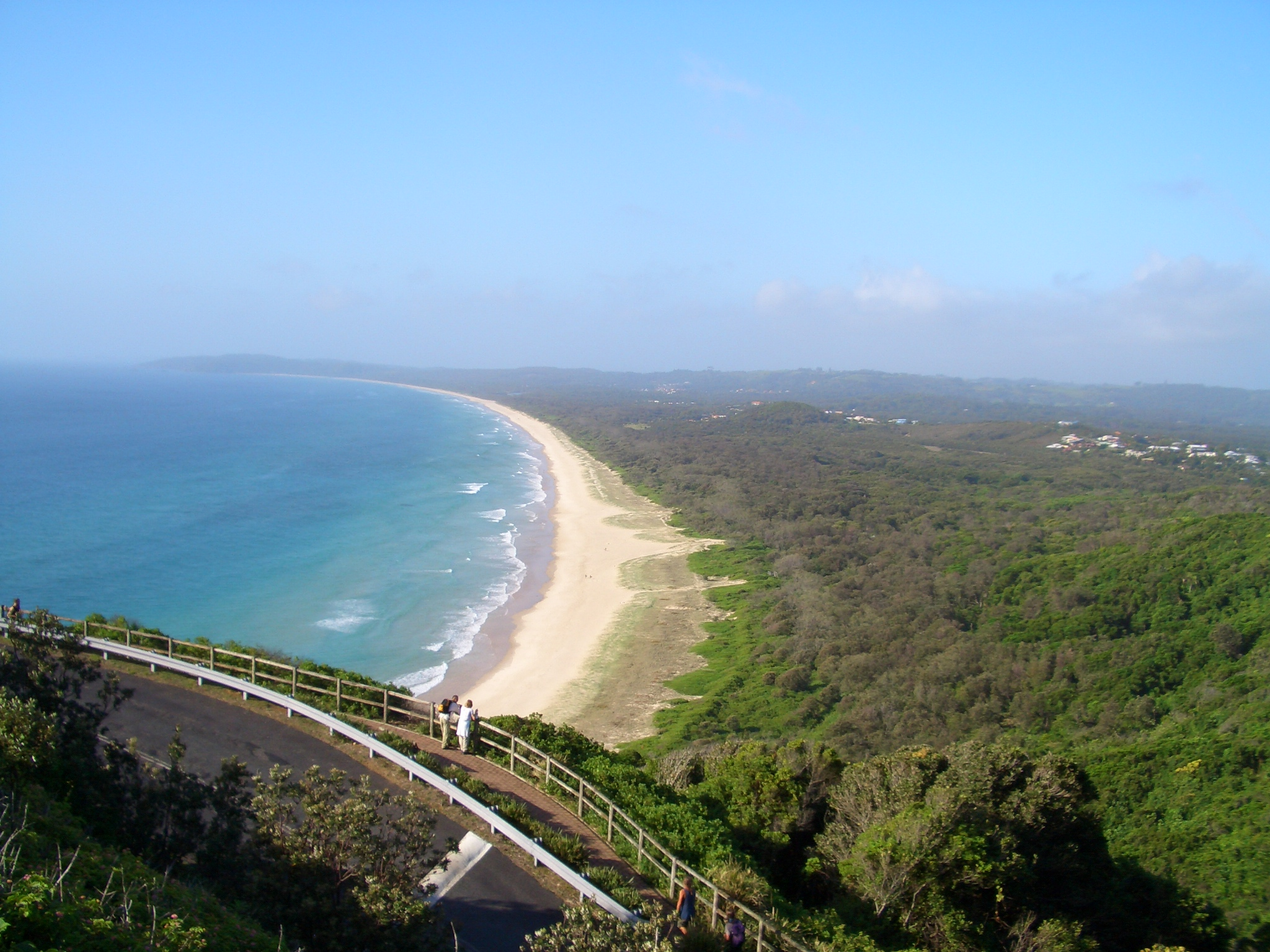
Vue vers le sud depuis le phare le long de Tallow Beach.

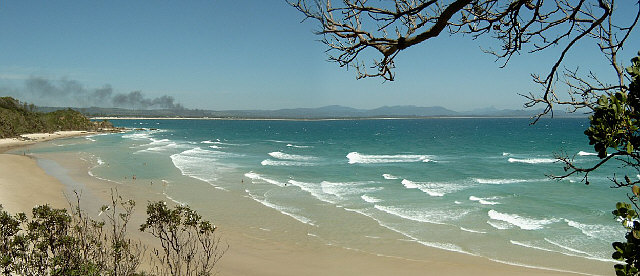
Byron Bay avec la canne à sucre brûlant au loin.

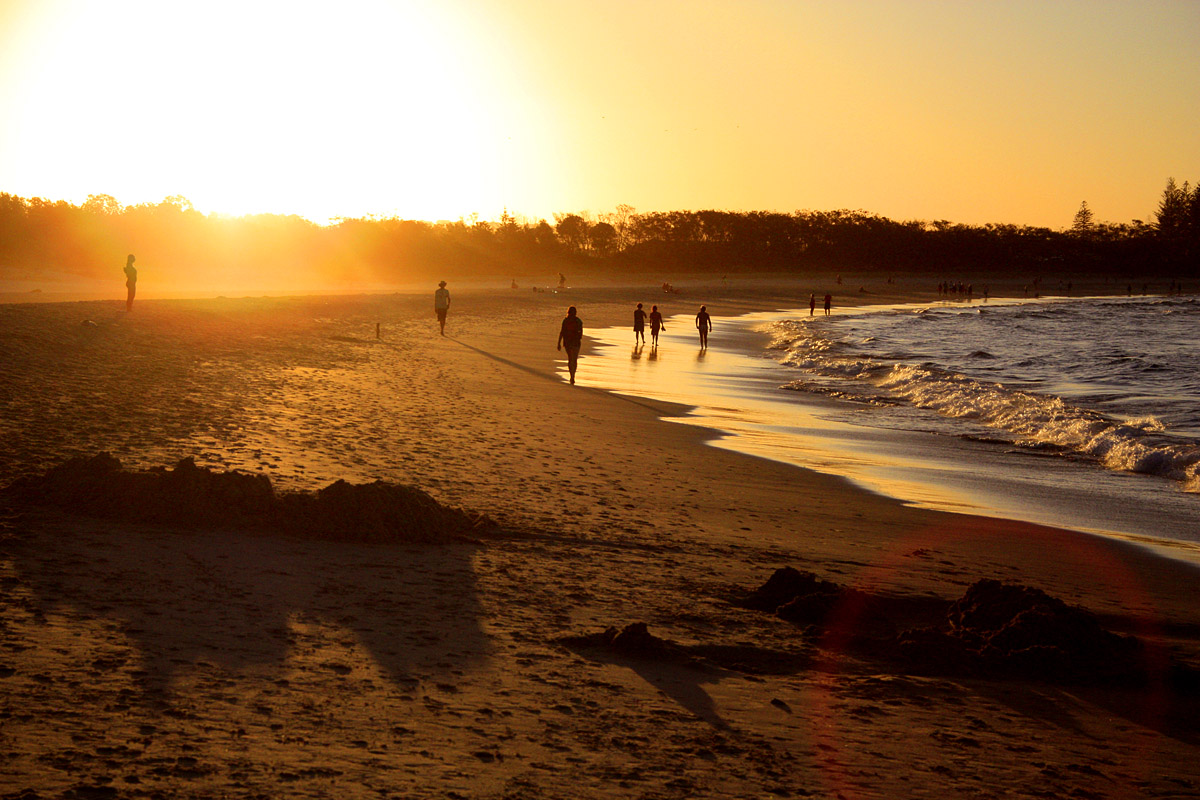
Coucher de soleil sur Main Beach à Byron Bay.

Byron Bay (Cavvanbah en Minjungbal (en)) est une ville balnéaire située dans le comté de Byron à l'extrême nord-est de l'État de Nouvelle-Galles du Sud en Australie, dans le pays de Bundjalung (en). Elle se trouve à  772 km au nord de Sydney et à 165 km au sud de Brisbane. Cap Byron, un promontoire adjacent à la ville, est le point le plus oriental de l'Australie continentale. Lors du recensement de 2021 (en), la commune comptait 6 330 habitants permanents. C'est la plus grande ville de la zone de gouvernement local du comté de Byron, mais pas le centre administratif du comté qui est Mullumbimby.

## Géographie
Byron Bay est la ville la plus à l'est du « continent » australien. Elle est située au nord-est de la Nouvelle-Galles du Sud, à 800 km au nord de Sydney et à 200 km au sud de Brisbane.

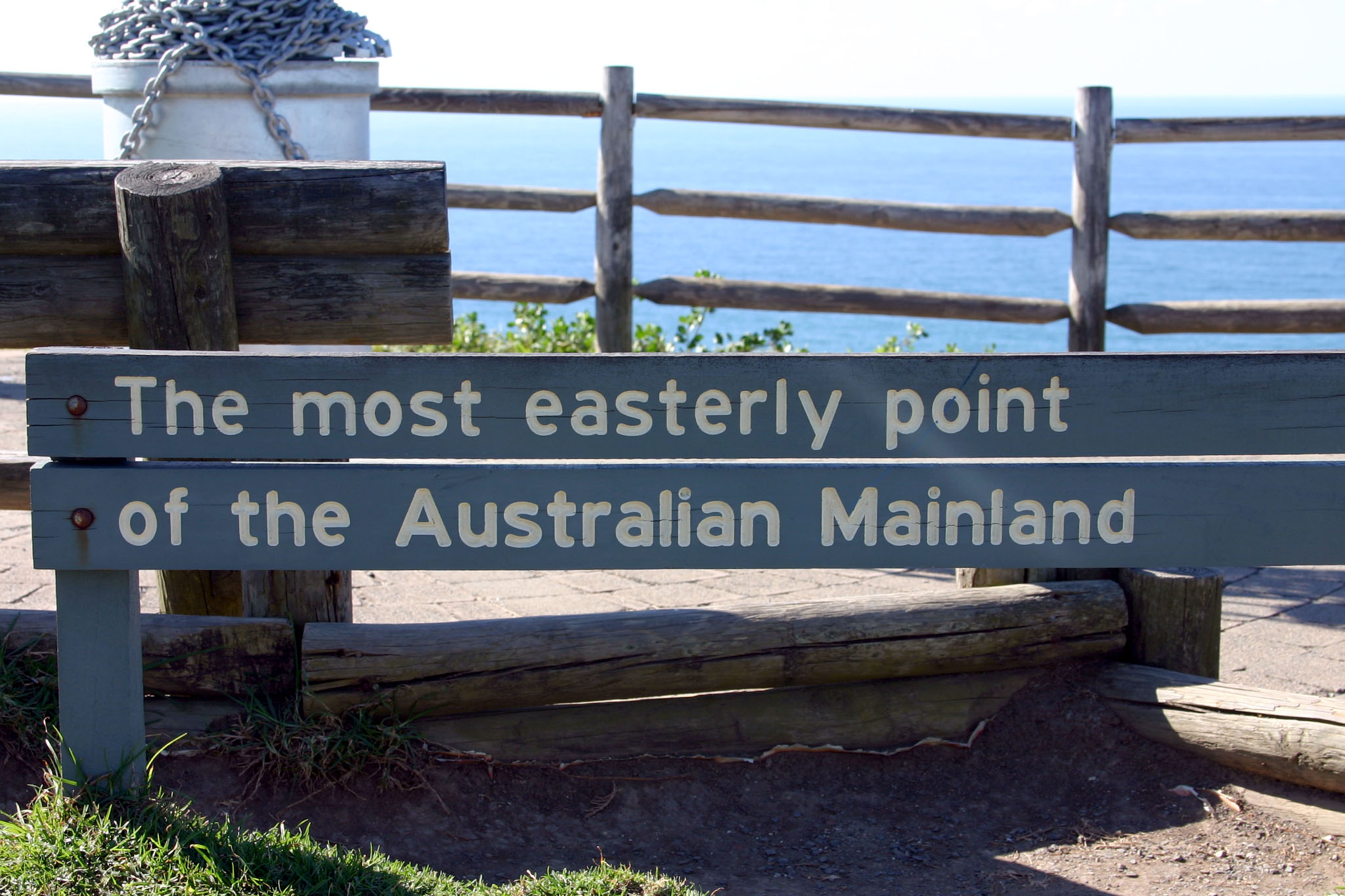
Le point plus à l'est du « continent » australien.

Byron Bay fait partie de la caldeira d'érosion d'un ancien volcan bouclier, le volcan Tweed, entré en éruption il y a 23 millions d'années. Le volcan s'est formé à la suite du déplacement de la plaque indo-australienne sur le point chaud d'Australie orientale. Bien qu'elle ait été nommée « baie » lors de sa découverte, il s'agit en fait en termes géologiques d'une anse puisque l'angle de courbure du cap Byron à la pointe Hastings est inférieur à 25 degrés.

## Climat
La moyenne des précipitations annuelles est de 1,7 mètre par an.
Byron Bay a un climat subtropical humide (« Cfa » dans la classification climatique de Köppen) avec des été chauds et des hiver doux. La température moyenne journalière en hiver est de 19,4 °C et le thermomètre ne descend pas en dessous de 12 °C. L'été, au contraire, peut être chaud, avec une température moyenne quotidienne de 27 °C.
Les soirées d'été peuvent être humides, ce qui rafraîchit la journée. En raison de sa situation sur un cap face à l'océan Pacifique, Byron Bay est plus exposée aux flux humides d'est, d'où ses précipitations annuelles supérieures à 1 500 mm, supérieures à celles de Brisbane et la Gold Coast.
Par ailleurs, une partie de la ville pourrait être submergée par la montée du niveau de la mer d'ici 2100.

## Histoire
La ville doit son nom à la présence à côté d'elle du cap Byron. Celui-ci possède un phare, le phare du cap Byron, depuis 1901. Il est le plus puissant d'Australie (2,2 millions de candelas ; il est visible à 27 milles nautiques).
Byron Bay et ses environs sont situés sur les terres traditionnelles de la nation Bundjalung des peuples Arakwal, Minjungbal et Widjabul qui vivent près de la côte depuis au moins 22 000 ans. Les gardiens traditionnels de la région croient que la terre et les habitants ont été créés par Nguthungulli, qui repose sur ce qu'on appelle aujourd'hui Julian Rocks (en). Le nom traditionnel de la zone du canton est Cavvanbah, ce qui signifie « lieu de rencontre ». Les totems importants de la région incluent Wajung et Kaboul.
En 1770, le lieutenant James Cook trouve un mouillage sûr et nomme l'endroit Cap Byron en l'honneur d'un autre marin, le vice-amiral « Foul-Weather Jack » John Byron, circumnavigateur du monde et grand-père du poète Lord Byron. La colonisation européenne dans la région a lieu dans les années 1830. Un massacre a eu lieu dans les années 1850, au sud de Suffolk Park, où se trouve aujourd'hui la carrière.
La première industrie à Byron a été l'exploitation forestière du cèdre rouge d'Australie (Toona ciliata). L'industrie du bois est à l'origine du mot « shoot » dans de nombreux noms locaux – Possum Shoot, Coopers Shoot et Skinners Shoot – où les bûcherons « tiraient » les grumes en bas des collines pour les traîner vers les navires en attente. L'exploitation du bois est devenue insignifiante après la Première Guerre mondiale. En conséquence, de nombreux anciens travailleurs du bois sont devenus agriculteurs.
L'exploitation aurifère des plages a été l'industrie suivante à se développer. De l'or a été découvert à Byron Bay en 1870. Jusqu'à vingt concessions minières ont été établies sur Tallow Beach pour extraire l'or des sables noirs vers les années 1870.
Byron Bay a également une histoire de production industrielle primaire (usine laitière, abattoirs, pêche et chasse à la baleine jusqu'en 1963) et était un port maritime important, mais dangereux. Le poète Brunton Stephens a parlé du bétail paissant dans les « plaines moussues » du cap Byron dans un poème qu'il a écrit en 1876.
La première jetée a été construite en 1886, et le chemin de fer a été connecté à la ville en 1894. Cavvanbah est devenue Byron Bay en 1894 également alors que les producteurs laitiers défrichent davantage de terres et colonisent la région. En 1895, la coopérative Norco a été créée pour fournir un entrepôt frigorifique et gérer l'industrie laitière et de transformation de la viande,. L'introduction de l'herbe paspalum améliore alors la production et Byron Bay se met à exporter du beurre vers le monde depuis ses dépôts de Murwillumbah et de Lismore.
Le phare de cap Byron est construit en 1901 au point le plus à l'est du continent australien. Sa construction a détruit un important terrain de cérémonie des hommes d'Arakwal.
En 1930, les premières boucheries ouvrent leurs portes. L'odeur des usines de viande et de laiterie était épouvantable et le massacre annuel des baleines migratrices dans les années 1950 et 1960 a aggravé la situation. L'exploitation du sable pour la monazite (zircon, uranium et thorium) entre les deux guerres mondiales a encore endommagé l'environnement,,. L'exploitation minière a cessé en[1968 et la transformation en 1972.
Les surfeurs de longboard sont arrivés dans les années 1960 et ont profité des pauses naturelles à The Pass, Watego's et Cozy Corner. Ce fut le début de Byron Bay en tant que destination de voyage et, en 1973, lorsque l'Aquarius Festival (en) eut lieu à Nimbin, à proximité, sa réputation de ville hippie, joyeuse et alternative s'établit, même si les installations touristiques restèrent minimes. À partir des années 1980, le tourisme a commencé à se développer sérieusement, avec les surfeurs et les hippies pauvres en argent, complétés, et dans une certaine mesure supplantés, par des consommateurs remarquables riches en argent qui, à leur tour, ont stimulé le développement de zones de commerce de détail et d’hébergements plus adaptés à leurs besoins.
En 1994, les aînées d'Arakwal Lorna Kelly, Linda Vidler et Yvonne Graham ont revendiqué un titre autochtone. Après sept années de négociations, un accord d'utilisation des terres autochtones a été conclu avec l'État de Nouvelle-Galles du Sud en 2001, une première nationale et un précédent pour les accords ultérieurs en Australie. Deux autres accords locaux ont également suivi.

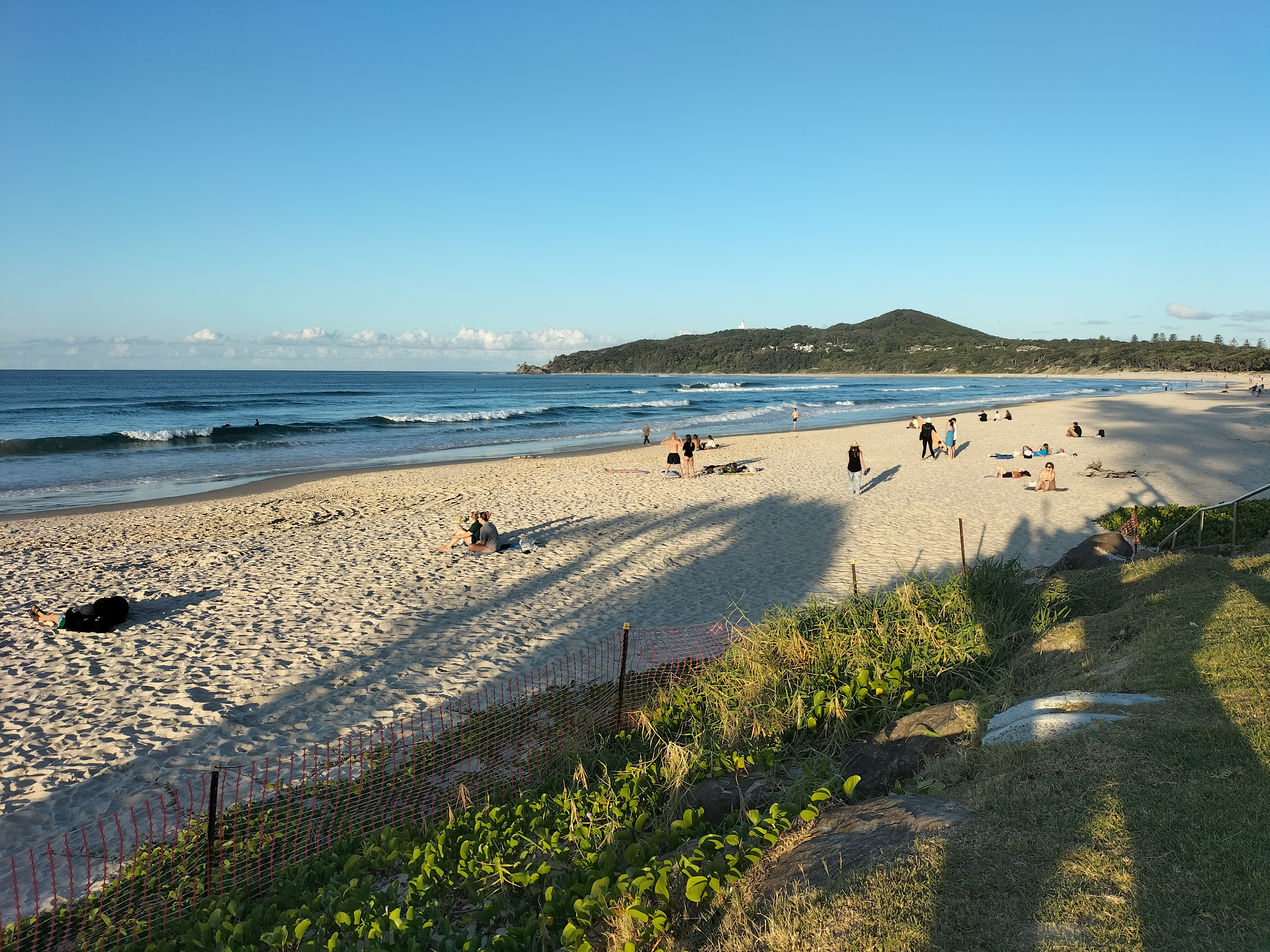
Clarkes Beach.

Aujourd'hui, Byron Bay est l'une des zones résidentielles les plus haut de gamme de la côte est australienne, avec la croissance des demeures de plusieurs millions de dollars qui pousse désormais la valeur médiane des ventes de maisons au-delà de 1,5 million de dollars australiens en 2017, soit une augmentation de 100 % depuis 2013, sur la base des données de 2018 du site realestate.com.au. Dans le même temps, la ville n'a pas perdu son attrait pour un large éventail de visiteurs, notamment les surfeurs, les routards et les touristes en général intéressés par les attractions naturelles de la région, et accueille également un échantillon représentatif de personnes créatives, notamment des artistes, des artisans et des musiciens, tandis que son passé hippie/new age plus récent se reflète dans une certaine mesure dans la prévalence de boutiques alternatives new age, de services « spirituels » tels que des cours de méditation et de yoga, et de retraites de guérison/bien-être holistiques. En 2018, la ville comptait environ 5 000 résidents permanents et était visitée par 2 millions de touristes chaque année.
Un certain nombre d'épaves jonchent la baie et ses environs. Au total, 16 sont connus, la plus célèbre d'entre elles étant le Wollongbar, un navire qui, en raison de mauvaises conditions, a coulé au large de la pointe est de la plage de Belongil. Il repose maintenant à environ 150 mètres (490 pieds) de la côte et est toujours visible au-dessus de l'eau à marée basse.

## Population

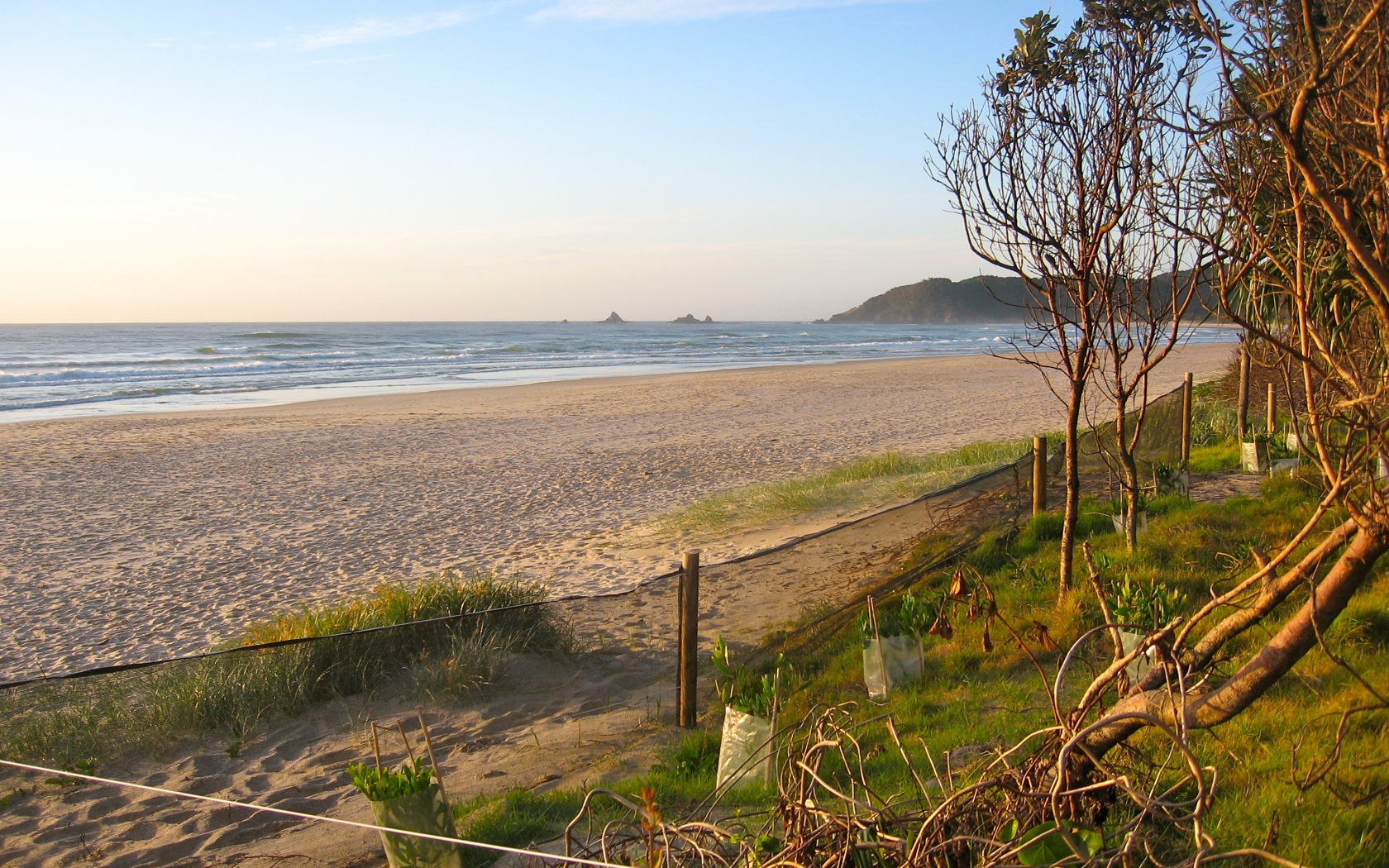
Une vue de Broken Head depuis un point d'entrée sur Tallow Beach.

Selon le recensement de 2021, il y avait 10 914 habitants à Byron Bay.
Les aborigènes et les insulaires du détroit de Torres représentaient 1,8 % de la population.
63,6 % des habitants sont nées en Australie. Les deuxièmes pays de naissance les plus courants étaient l'Angleterre (5,6 %) et la Nouvelle-Zélande (2,6 %).
77,6 % des habitants parlaient uniquement anglais à la maison.
La réponse la plus courante concernant la religion était « Pas de religion », à 58,6 %.

## Patrimoine classé
Byron Bay compte un certain nombre de sites classés au patrimoine, notamment :
- La gare de Byron Bay (en), située sur la ligne de chemin de fer de Casino à Murwillumbah[35]
- Le bureau de poste de Byron Bay (en), sis au 61 rue Jonson[36]
- Le phare du cap Byron, situé sur la Lighthouse Road[37].

## Économie

### Tourisme
Byron Bay est un lieu touristique important avec ses longues plages qui attirent de nombreux surfeurs tandis que l'ensemble du paysage attire les parachutistes. Elle abrite la première ligne de train solaire depuis fin 2017, longue de 3 km. Celle-ci relie le centre-ville à un complexe hôtelier de luxe en sept minutes, grâce à des batteries de 77 kWh.

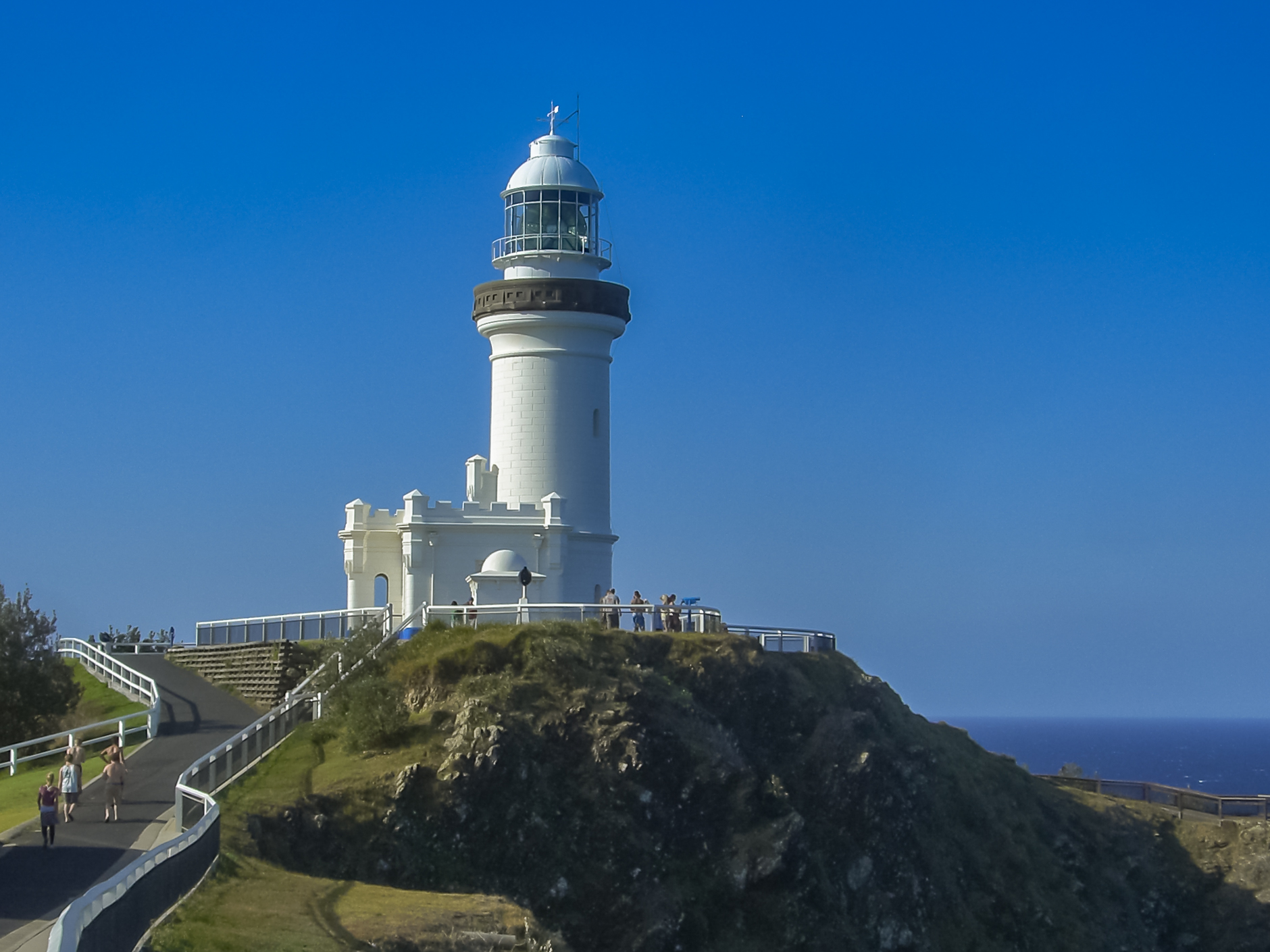
La route menant au phare du cap Byron.

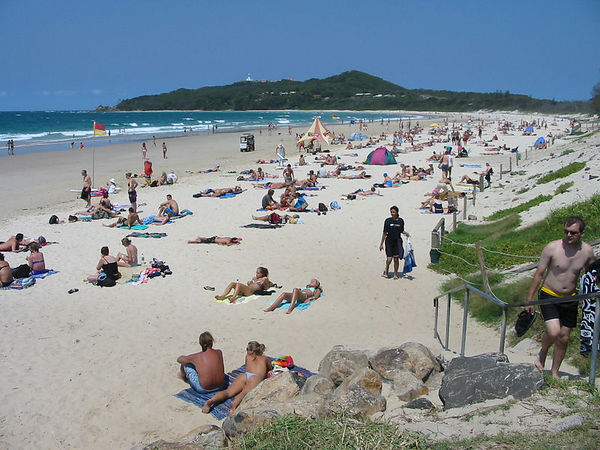
Main Beach à Byron Bay en 2006.

La ville est une station balnéaire populaire auprès des touristes australiens et internationaux, notamment des routards. Une voie maritime permet aux visiteurs de marcher et de faire du vélo depuis le centre de la ville jusqu'au phare du cap Byron.
La région est connue pour sa faune, l'observation des baleines contribuant de manière significative à l'économie locale. Les eaux tempérées et tropicales se confondent ici, ce qui en fait un endroit populaire pour la plongée sous-marine et le snorkeling. La plupart des plongées se font à Julian Rocks (en), à 2,5 km de la ville, un site qui fait partie du parc marin de Cap Byron (en). Les forêts tropicales humides se trouvent à proximité, et des zones luxuriantes telles que le Nightcap National Park (en), avec des oiseaux multicolores et ses Minyon Falls (en) sont facilement accessibles depuis la ville. Avec les Killen Falls, ces chutes d'eau sont les plus belles dans la région.
Près de Byron Bay, un parc national a été créé en 2001 par ses propriétaires ancestraux, les Arakwal. Les négociations avec le gouvernement de Nouvelle-Galles du Sud ont débouché sur un accord territorial. Des fonds ont été obtenus pour gérer le parc et recruter des Aborigènes qui assurent la conservation de la biodiversité et protègent les espèces menacées. Parmi elles, deux rares orchidées locales et deux espèces de grenouilles. En 2003, à Durban, les Arakwal furent primés pour leur action lors du congrès de l’International Union for the Conservation of Nature.
Byron Bay est également une destination populaire pour les schoolies, la semaine des écoliers australiens fin novembre et début décembre.

### Industrie laitière
Fondée à Byron Bay en 1895, Norco est une coopérative laitières détenue à 100 % par des agriculteurs australiens. Elle compte 326 membres actifs dans 190 fermes laitières du nord de la Nouvelle-Galles du Sud et du sud-est du Queensland. Le chiffre d'affaires de Norco a atteint 651 millions de dollars australiens en 2023, avec des fournisseurs membres produisant 214 millions de litres.

## Surf

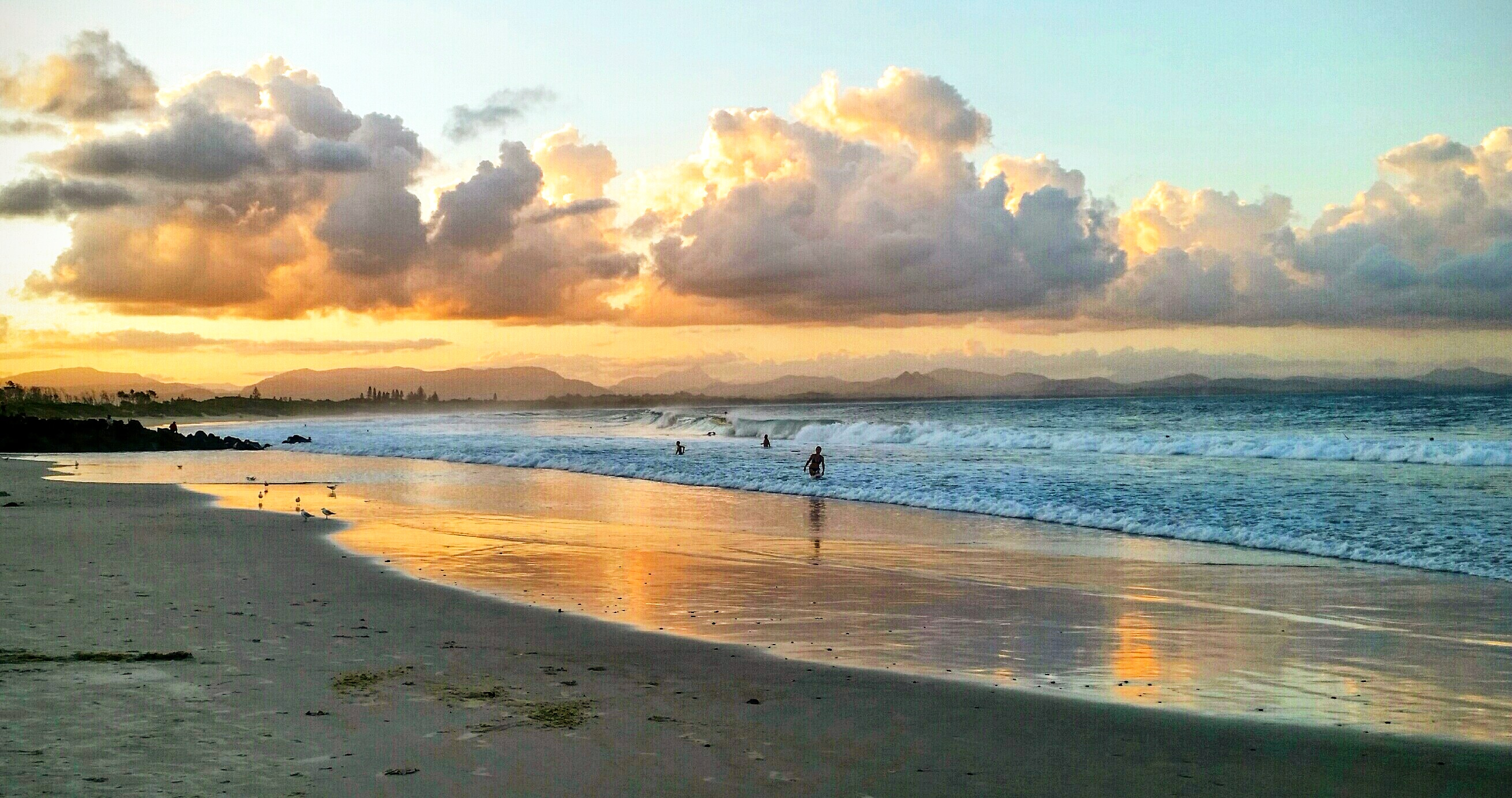
Le bonheur du lever du soleil à Byron Bay.

Byron Bay est réputée parmi les sites de surf de la côte est-australienne pour les possibilités qu'elle propose. En effet, la variété des vagues que l'on peut trouver devant les multiples plages de Byron Bay permet aux surfeurs de tout niveau de profiter d'une bonne session.
The Main Beach est la plage principale de Byron Bay. Celle-ci est constituée de deux spots de surf : The Clarkes Beach et The Wreck.
Tallow Beach est une plage sauvage du côté nord de Byron Bay. Elle s'allonge jusqu'à Broken Head (en). Le meilleur spot pour surfer sur cette plage est The Cosy Corner. L'inconvénient de cette plage est qu'elle reste catégorisée comme une plage « sauvage » et ne dispose que rarement de surveillance de sécurité. Les vagues y sont aussi plus sauvages, moins régulières et la faune y est plus présente (requins, dauphins, serpents).
Wategos Beach est une plage beaucoup plus calme et familiale. Les vagues n'y sont pas très grandes, c'est donc le spot idéal pour les débutants.

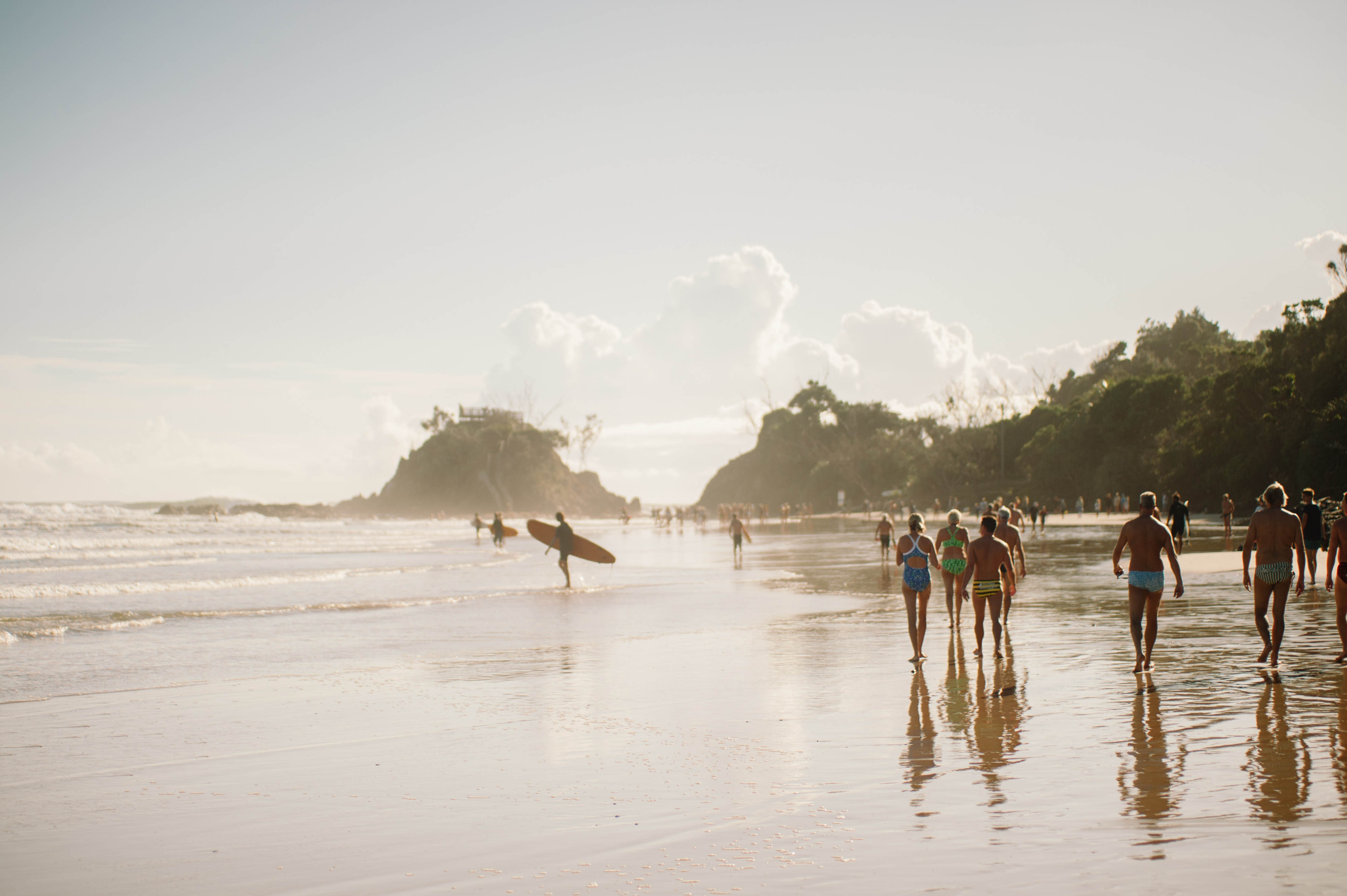
Surfeurs et baigneurs à Byron Bay.
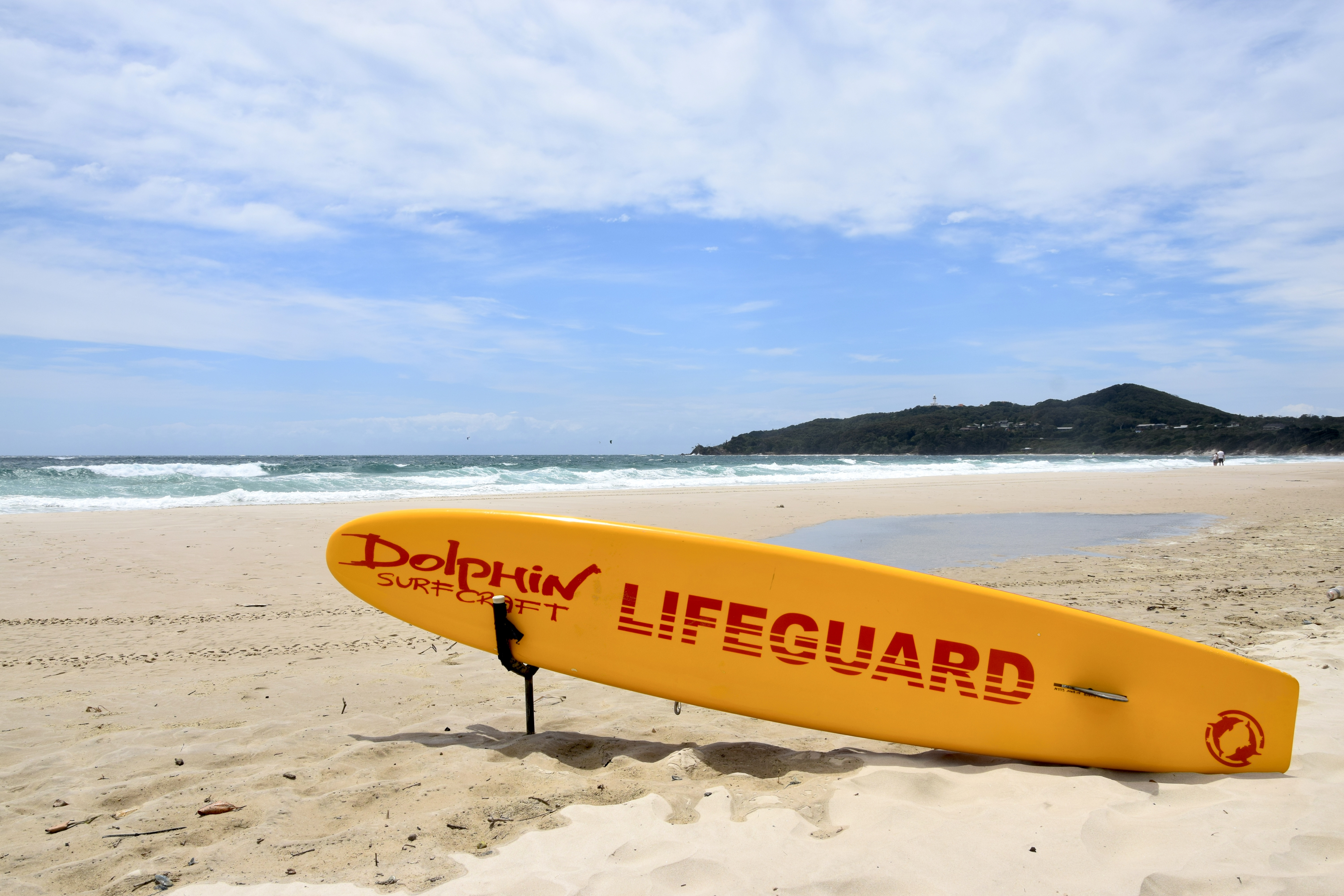
Main Beach à Byron Bay avec le Cap Byron en arrière-plan.
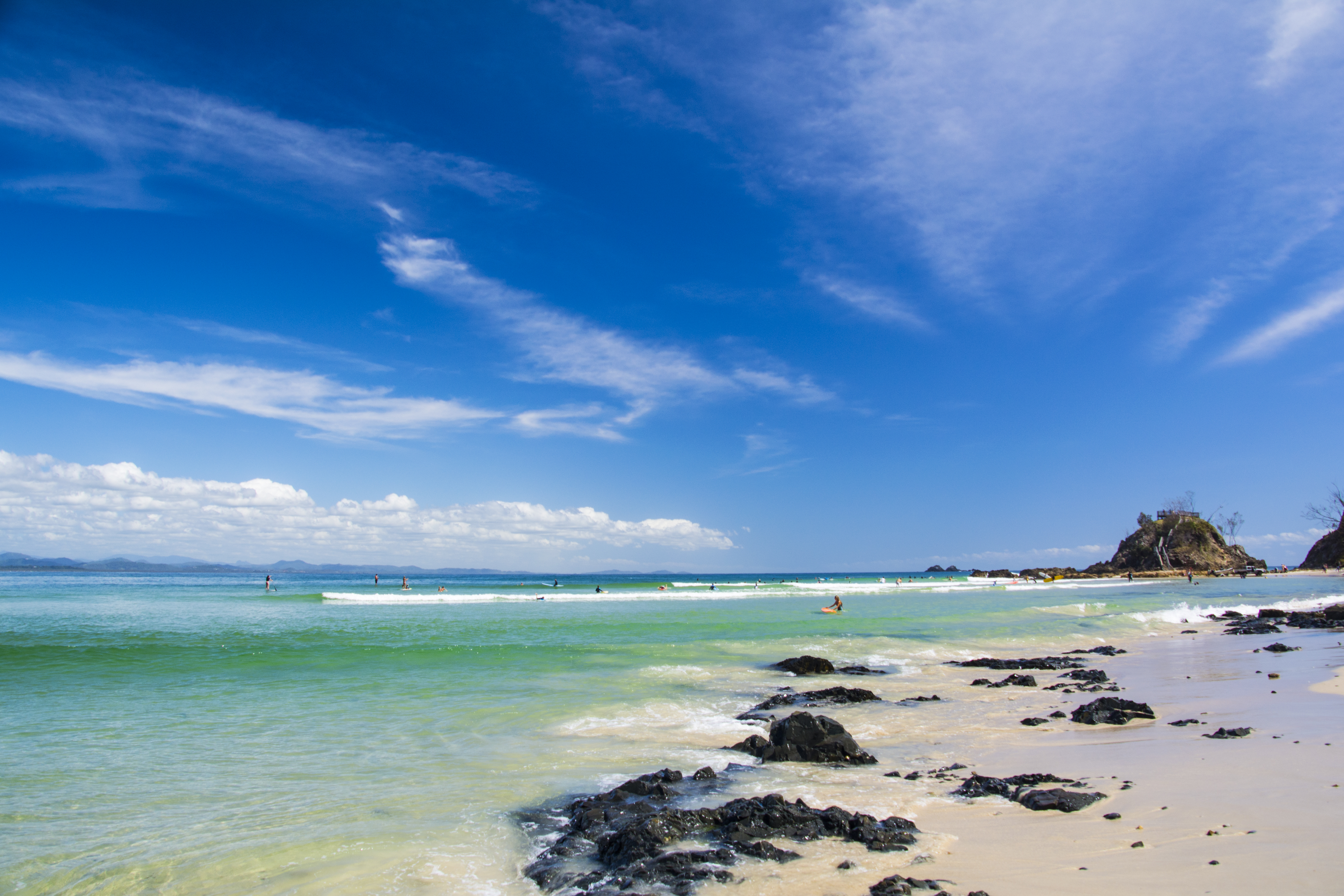
Session de surf à Byron Bay.

## Festivals et Événements

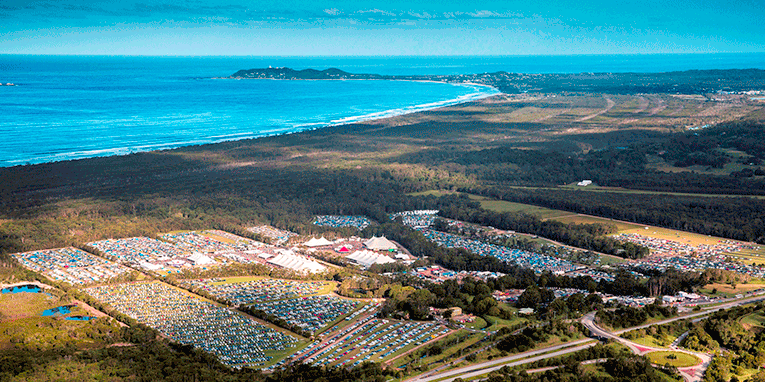
Vue aérienne du Byron Bay Bluesfest.

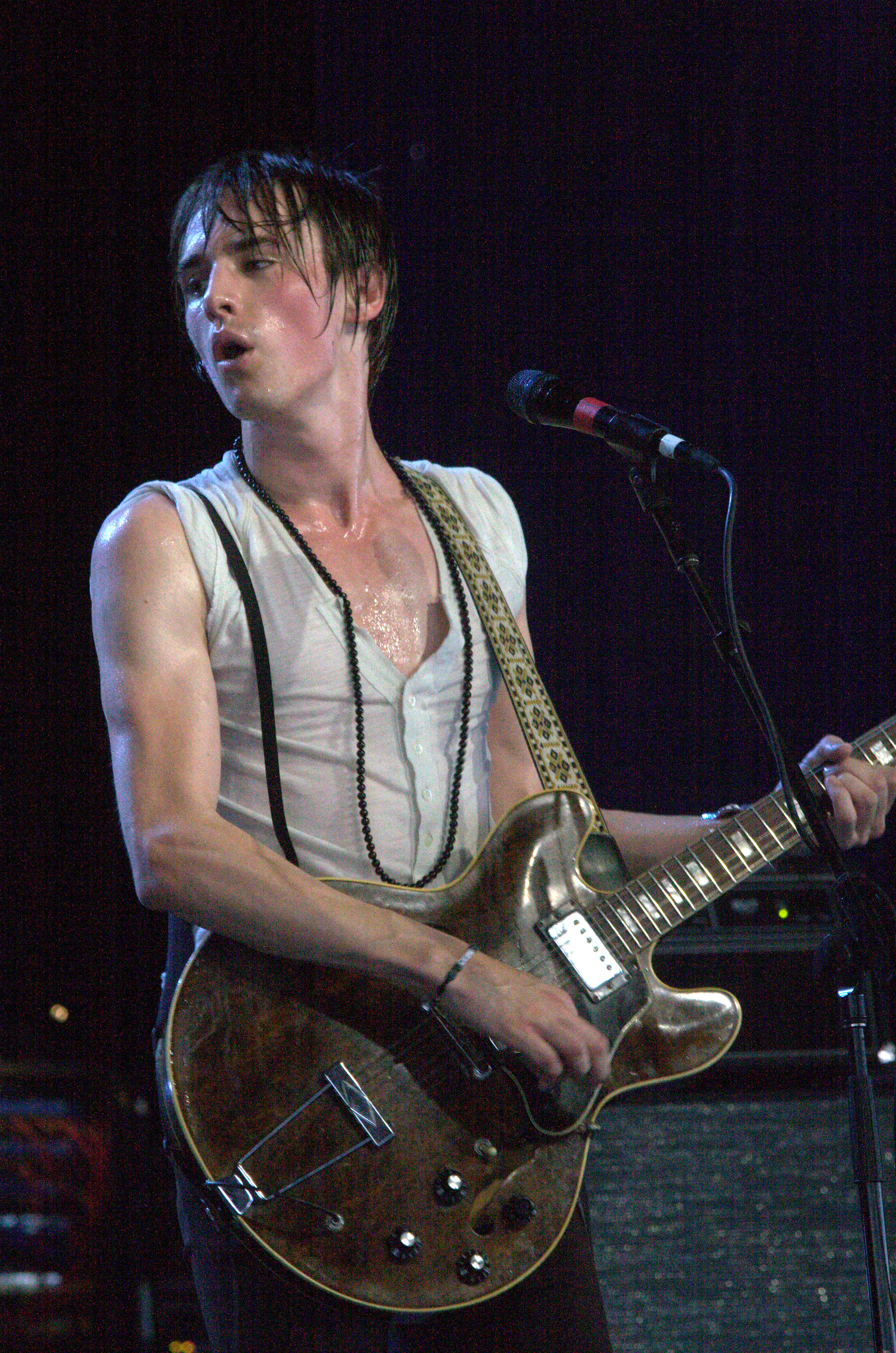
Reeve Carney au Bluesfest.

Les festivals organisés à Byron Bay ou à proximité comprennent :
- le East Coast Blues & Roots Music Festival (en) à Tyagarah (en) à Pâques,
- le Splendour in the Grass : festival de musique annuel, généralement en juillet, un des plus grands d’Australie avec des artistes nationaux et internationaux de renom[1].
- le Byron Bay Bluesfest (en) : l'autre festival musical majeur de Byron Bay, le Bluesfest est incontournable pour les amateurs de musique. Depuis 1994, il a lieu chaque année pendant le week-end de Pâques, durant cinq jours, du jeudi saint au lundi de Pâques. Ce festival est dédié au blues, au Rhythm and blues, au jazz, à la pop, au rock, à la soul, au reggae, au R&B, et au métal[1].
- le Byron Bay International Fashion Festival[43] le 29 avril de chaque année,
- le Byron Writers Festival (en)[44], un festival de littérature qui a lieu chaque année en août et qui propose des conférences, des ateliers d’écriture et des discussions avec des écrivains célèbres, des poètes et des journalistes[1].
- le Byron Bay Film Festival (en), qui se tient généralement en octobre, met en avant des films indépendants, des documentaires et des courts métrages du monde entier[1].
- le Byron Bay Surf Festival a lieu en février et célèbre la culture du surf avec des compétitions, des expositions d’art, des concerts et des projections de films[1].
- le Festival of the Stone est un festival de la bière artisanale organisé par la Stone & Wood Brewery, qui propose des dégustations de bières et de la musique live dans une ambiance décontractée[1].
- le Byron Latin Fiesta est un festival organisé en novembre qui propose des cours de danse latine, des spectacles de danse et de musique[1].
- le Sample Food Festival est un événement culinaire qui a lieu en septembre et qui met en avant les producteurs locaux et propose des dégustations de plats et de vins[1].
- le Falls Festival NYE,
- le Byron Spirit Festival,
- le Byron Underwater Festival[45].

Le triathlon de Byron Bay a lieu chaque année le deuxième samedi de mai ; 1 300 concurrents de nombreux pays participent à cette épreuve de distance olympique. Par ailleurs, la communauté musicale locale est dynamique et a produit des groupes de renommée internationale tels que Blue King Brown (en), Parkway Drive et 50 Lions.

## Marchés
Byron Bay a un certain nombre de marchés réguliers, y compris un marché hebdomadaire de producteurs, le Byron Farmer’s Market qui a lieu au Centre Cavanbah sur Butler Street tous les jeudis. Les produits proposés varient selon la saison mais, tout au long de l’année, on y trouve des noix de macadamia, du sucre de canne, du bœuf, des crevettes, du pain, du café, des olives.
Il y a aussi un marché communautaire, le Byron Bay’s Community Market, qui se tient sur le même site le premier dimanche de chaque mois. C'est l’un des marchés les plus réputés et l'un des plus grands grands de la région. Sur plusieurs hectares, se succèdent des étals de décoration artisanale, de bijoux faits main, de produits cultivés localement et d'œuvres variées.
Il existe un marché artisanal nocturne, le Byron Artisan Market, qui se tient l'été d'octobre à Pâques le samedi soir au Railway Park. Il permet de découvrir la culture locale, la musique, de la nourriture, de l'art, des décorations, le tout dans une bonne ambiance caractéristique de Byron Bay.
Il y a également trois marchés annuels spécialisés en bord de mer qui ont lieu en janvier, à Pâques et en septembre.

## Culture
En 2002, le groupe de metalcore Parkway Drive, nom tiré de la rue du même nom, a été créé dans la ville. Plus important pour la notoriété de la ville, étant donné la visibilité internationale du groupe, Byron Bay est également le berceau du quintet pop Parcels.

## Transports
Un échangeur d'autobus est situé à l'ouest de l'ancienne gare le long de Butler Street, et est desservi par les services d'autocars Greyhound Australia, NSW TrainLink (en) et Premier Motor Services (en) depuis Sydney et Brisbane.

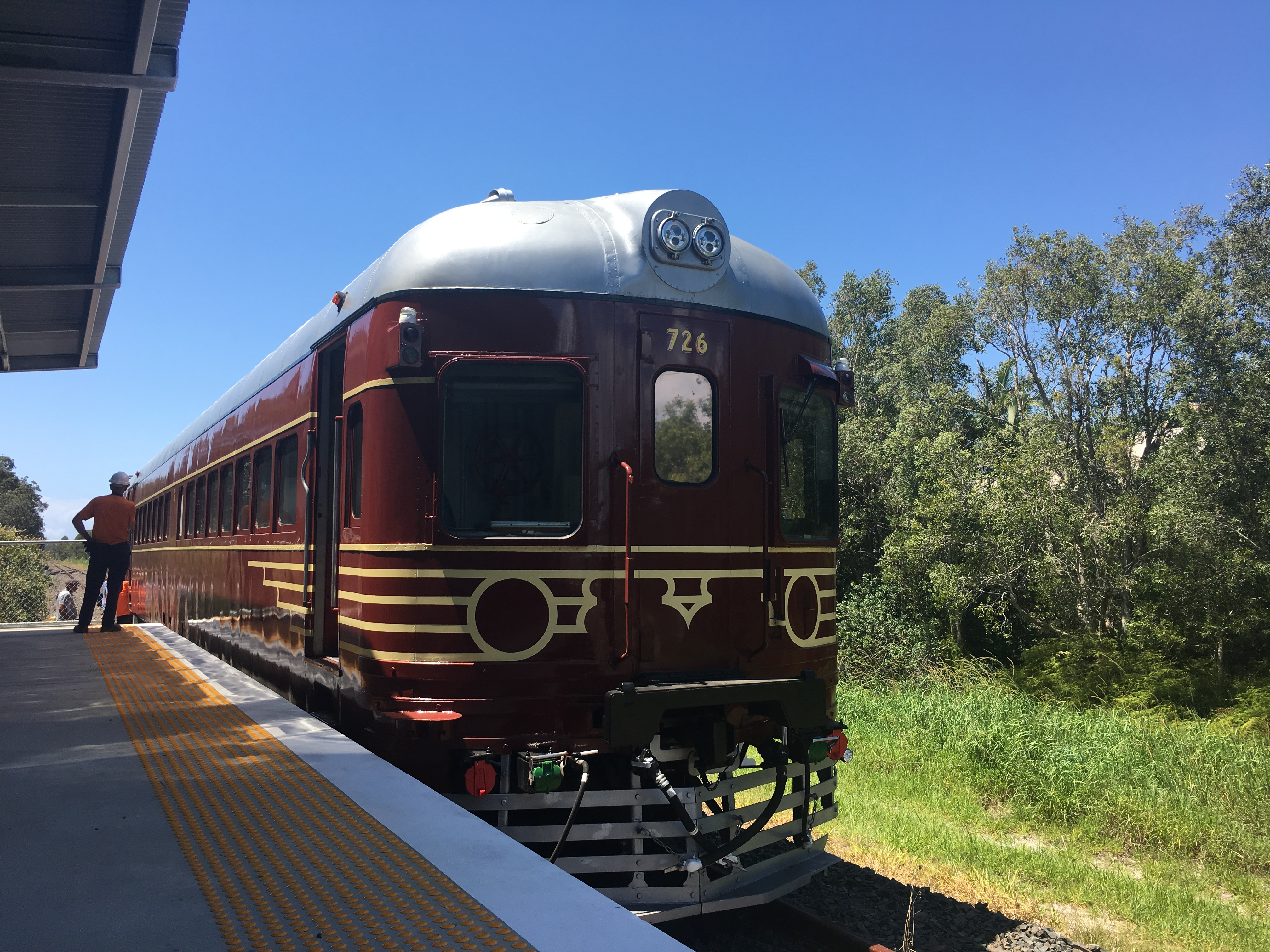
Le train à énergie solaire de Byron Bay a été incorporé dans une rame d'autorail des années 1940.

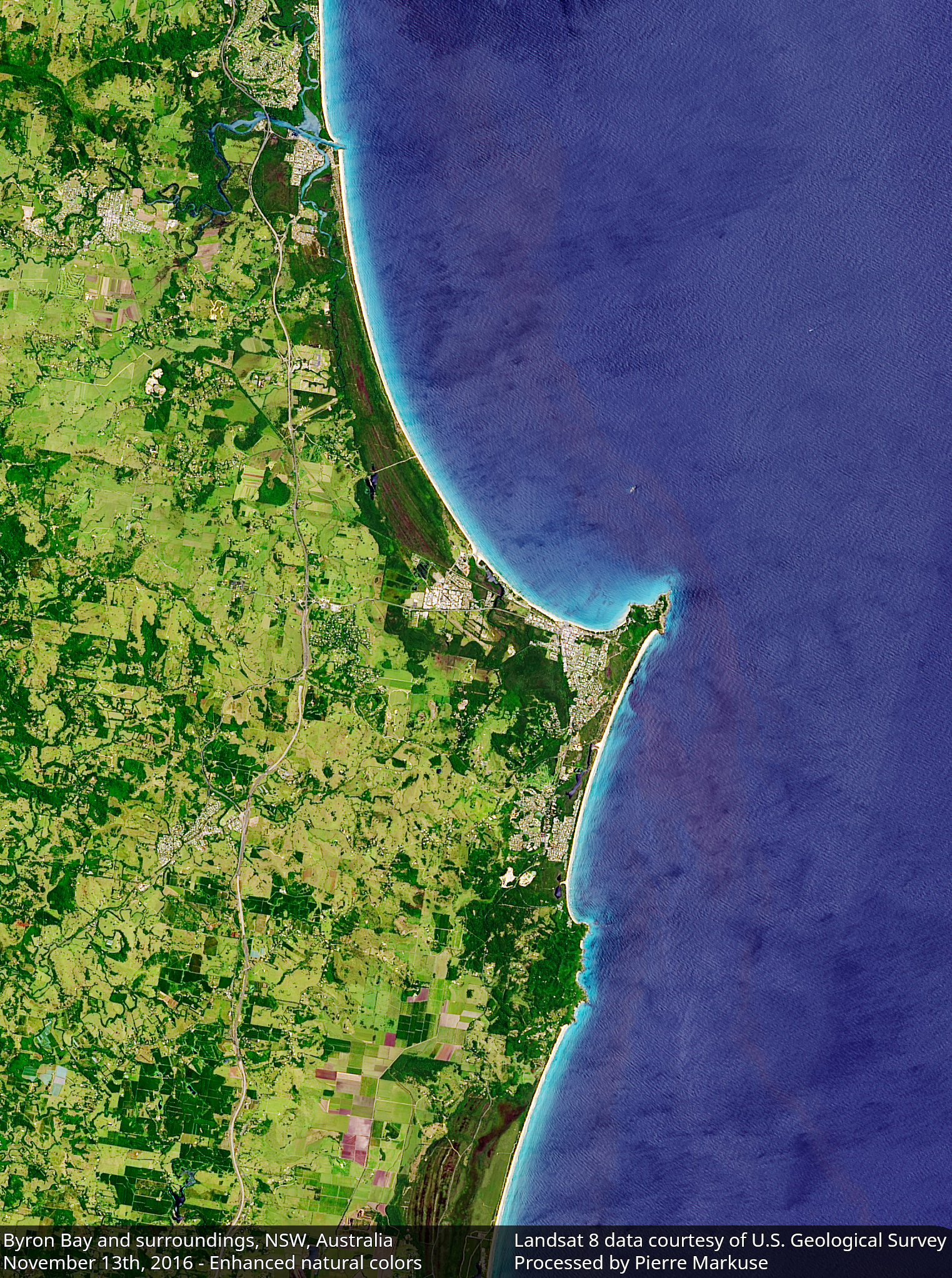
Photo satellite de Byron Bay et de sa région.

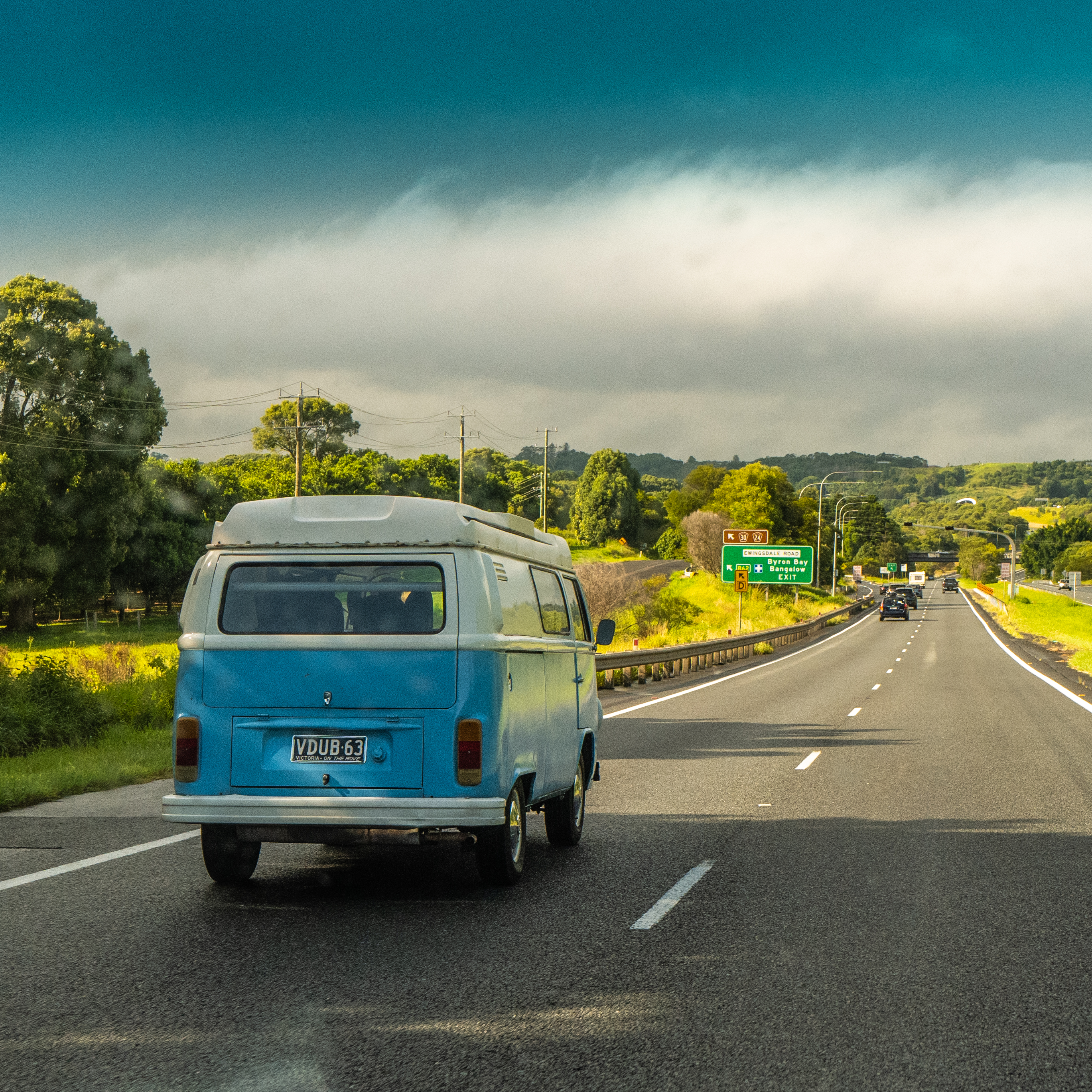
Un Combi Volkswagen T1 sur la Pacific Highway Byron Bay.

Le train privé Byron Bay (en) exploite un service de navette sur une section réhabilitée de 3 km de la ligne désaffectée Murwillimbah (en), entre la gare de Byron Bay dans le canton de Byron, et la gare de North Beach , adjacente à la station balnéaire Elements of Byron. Le service a ouvert ses portes en décembre 2017 et utilise un ancien autorail NSWGR, converti pour fonctionner exclusivement à l'énergie solaire en utilisant des panneaux photovoltaïques installés sur le toit du train et dans les gares,.
Jusqu'en 2004, la gare de Byron Bay était un arrêt sur la ligne ferroviaire Casino-Murwillumbah. Elle était desservie par des trains en provenance de Sydney et, pendant diverses périodes, également par des services en provenance de Casino qui étaient reliés aux express circulant entre Sydney et South Brisbane.
Un service de train local antérieur, connu sous le nom de Byron Bay Tram, transportait des passagers de 1928 à 1954 environ, entre la gare et la « nouvelle jetée » où des connexions étaient établies avec les navires transportant des passagers de la North Coast Steam Navigation Company. La force motrice était une locomotive à essence Simplex , connue localement sous le nom de « Green Frog », et les voitures pour passagers comprenaient l'ancienne remorque de tramway à vapeur de classe B2 de Newcastle 74B, et l'ancien tramway électrique C37 de la classe C. Après l'arrêt des tramways, les deux voitures ont été attribuées à un tramway patrimonial du parc Parramatta où la 74B a été détruite par un incendie. La Simplex a été construite à Bedford en Angleterre, et est entré en service en 1923 pour transporter du fret à partir et à destination de la « vieille » jetée adjacente au canton, puis de la « nouvelle » jetée au nord, achevée en 1928. Plus tard, elle a transporté des baleines depuis la jetée jusqu'aux lieux où était effectué l'équarrissage, du bétail jusqu'aux usines de viande, des sables minéraux et des wagons de viande jusqu'à la gare pour poursuivre le transport et régulièrement court-circuiter la coopérative laitière Norco. Le tramway pour passagers a quant à lui fonctionner jusqu'à l'arrêt du service de transport côtier de personnes. La locomotive Simplex a été retirée du service en 1984 lorsque l'usine de viande a fermé ses portes. Elle est désormais stockée dans un hangar près du passage à niveau de la rue Kendall sous la garde de bénévoles et du conseil de Byron Bay.

## Éducation
Les écoles de Byron Bay comprennent l'école publique de Byron Bay, l'école secondaire de Byron Bay, l'école primaire St Finbarr, l'école communautaire de Byron Bay et l'école Cape Byron Rudolf Steiner. Parmi celles-ci figurent un certain nombre d'établissements pour la petite enfance, notamment Byron Bay Preschool et Periwinkle Preschool. Dans les domaines de l'éducation des adultes, il existe les Lexis English Centres et Lexis Training (anciennement Global Village English Centres), le Byron Region Community College, qui est un organisme de formation enregistré, et le SAE Institute (en) Byron Bay, une institution accréditée par le gouvernement et délivrant des diplômes dans les domaines de l'ingénierie audio, de la réalisation de films numériques, du multimédia et de l'animation.

## Sports et loisirs

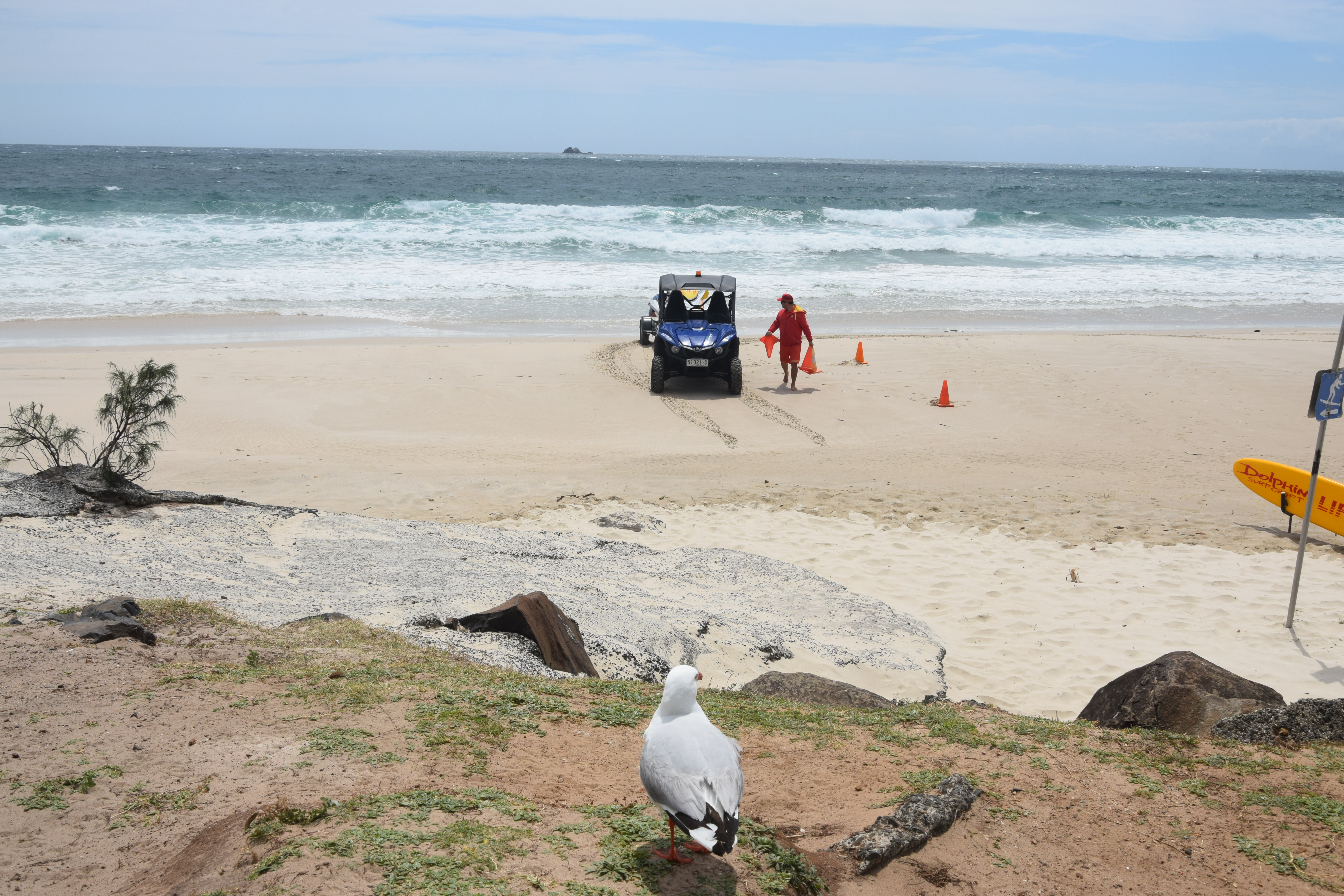
Un sauveteur sur la plage de Byron Bay avec son Yamaha Wolverine 700-R T1 sous le regard nonchalant d'un goeland.

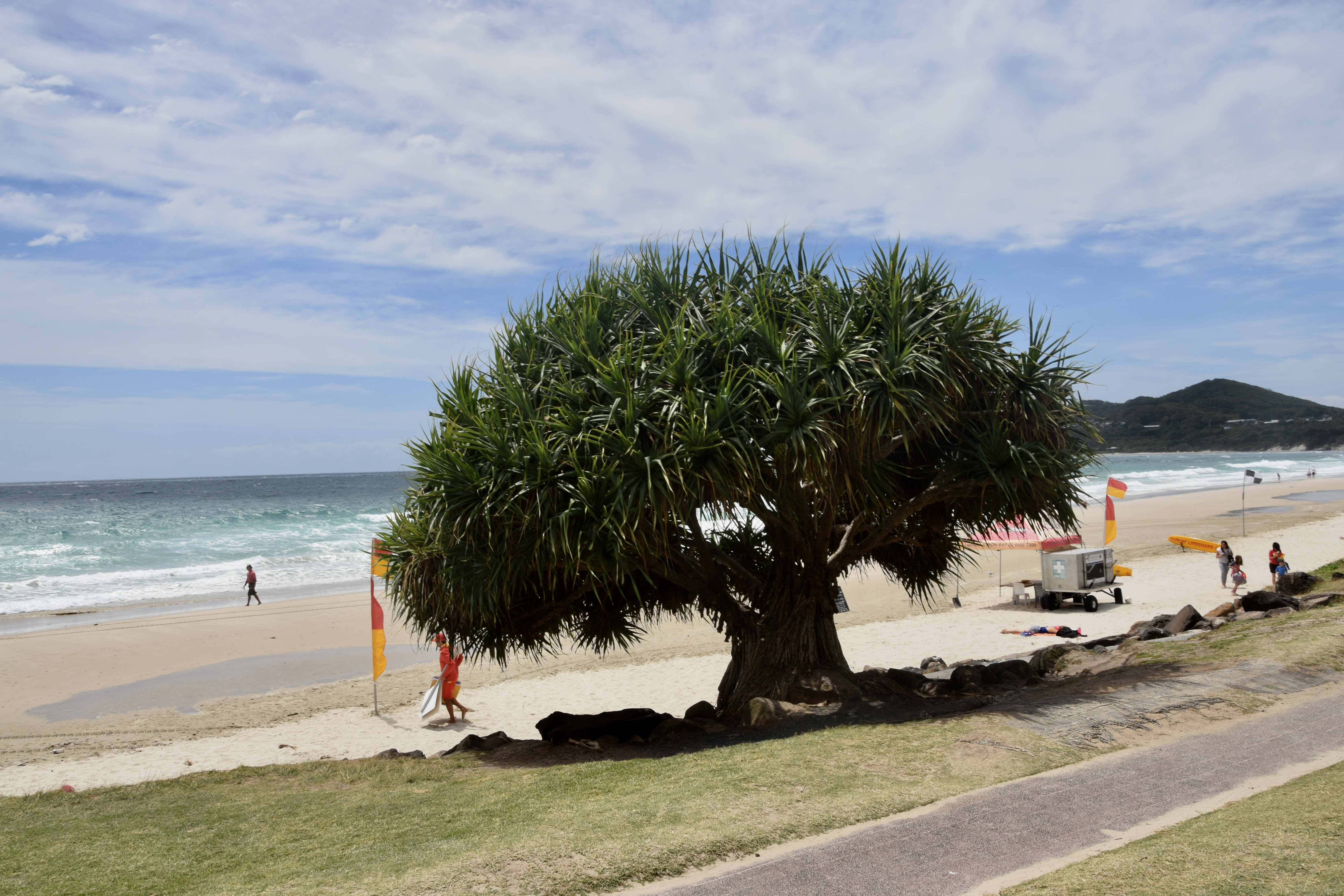
Main Beach avec le Cap Byron en arrière-plan.

Le Byron Bay Surf Club est le club sportif actuel le plus ancien. C'est l'un des principaux clubs de surf d'Australie ; il est en activité depuis plus de 105 ans. Le club de Rugby League, les Byron Bay Red Devils, et l'équipe de Football australien Byron Magpies sont bien connus.
Le Byron Bay FC a remporté 14 distinctions de haut niveau dans les compétitions de football de la côte extrême nord, dont 4 Coupes ANZAC (2003, 2004, 2007 et 2017), 5 titres de Premier ministre (2006, 2014, 2015, 2017 et 2019) et 5 Coupes Cyril Mayo pour avoir remporté le grande finale (2005, 2006, 2013, 2017 et 2018). Byron Bay a été créé en tant que club junior en 1963 et a formé sa première équipe senior en 1966. En 1982, Byron Bay a rejoint les compétitions de la Lismore & District Soccer Association. En 2017, Byron Bay est devenu l'un des cinq clubs à remporter le triplé (ANZAC Cup, Premiership et Cyril Mayo Cup) au cours de la même saison, et est devenu le premier, et jusqu'à présent le seul club, à remporter le triplé et la Summer Youth League (qui a commencé En 2008).
Parmi les autres clubs de la ville, il y a le Byron Bay Golf Club, le Byron Bay Cricket Club, le Byron Bay Rugby Union Club, le Byron Bay Gliding Club, le Byron Bay Hang Gliding / Paragliding Club et le Byron Bay Bowling Club.
Main Beach, la plage principale réputée pour être une des plus belles d’Australie, attire les habitants comme les touristes toute la journée pour y suivre des cours de yoga ou des entrainements de capoeira, ou encore pour y regarder des « danseurs de feu ». Comme la majorité des plages australiennes le sable est fin et les vagues propices au surf.
Enfin, la Byron Bay Ocean Swim Classic a lieu chaque année.

## Médias
La région de Byron Bay compte un certain nombre de journaux :
- The Byron Shire Echo (en) (hebdomadaire indépendant A3)
- The Byron Shire News (APN hebdomadaire A3)
- The Saturday Star (Indépendant A5 mensuel)
- The Bagg (Guide hebdomadaire indépendant des concerts A3)
- The Northern Star (en) (quotidien APN, produit dans la ville voisine de Lismore)

La station de radio communautaire Bay FM (en) diffuse sur 99,9 FM depuis Byron Bay même. Les autres stations locales de la région de Byron sont :
- 2LM 900 AM (publicité)
- 100.9 ZZZ FM (en) (commerciale)
- ABC North Coast (en) 94,5 FM
- River-FM 92,9 FM (en)  (communautaire)

Toutes les principales chaînes de télévision sont disponibles à Byron Bay et dans la région plus large des rivières du Nord :
- Seven (anciennement Prime7), 7HD, 7two (en), 7mate (en), 7flix (en), 7Bravo (en), ishop TV (en) (grandes chaînes commerciales détenues et exploitées par Seven Network)
- Nine (NBN TV (en)), 9HD, 9Go! (en), 9Gem (en), 9Life (en), Extra TV (en) (grandes chaînes à publicités détenues et exploitées par Nine Network)
- 10 Northern NSW (en) (anciennement Southern Cross 10), 10 HD, 10 Bold (en), 10 Peach, 10 Shake (en) et Sky News Regional (Network 10/WIN Television, publicité mineure)
- ABC TV Australia (en), ABC HD, ABC TV Plus (en), ABC Kids (Australie) (en), ABC ME (en) et ABC News (Australian Broadcasting Corporation, semi-commercial)
- SBS (Australie) (en), SBS HD, SBS World Movies (en), SBS Viceland (en), NITV (en), SBS Food (en) et SBS WorldWatch (en) (Special Broadcasting Service, public mais toujours publicitaire semi-commercial).

## Culture locale et patrimoine

### Lieux et monuments
- Église catholique (Diocèse de Lismore)
- Saint Paul's church, église anglicane
- Eastgate Christian Community Church
- Surf Side Church Byron Bay, église pentecôtiste
- Byron Bay Presbyterian Church
- Byron Bay Seventh-day Adventist Church
- Byron Bay Uniting Church

### Personnalités liées à Byron Bay

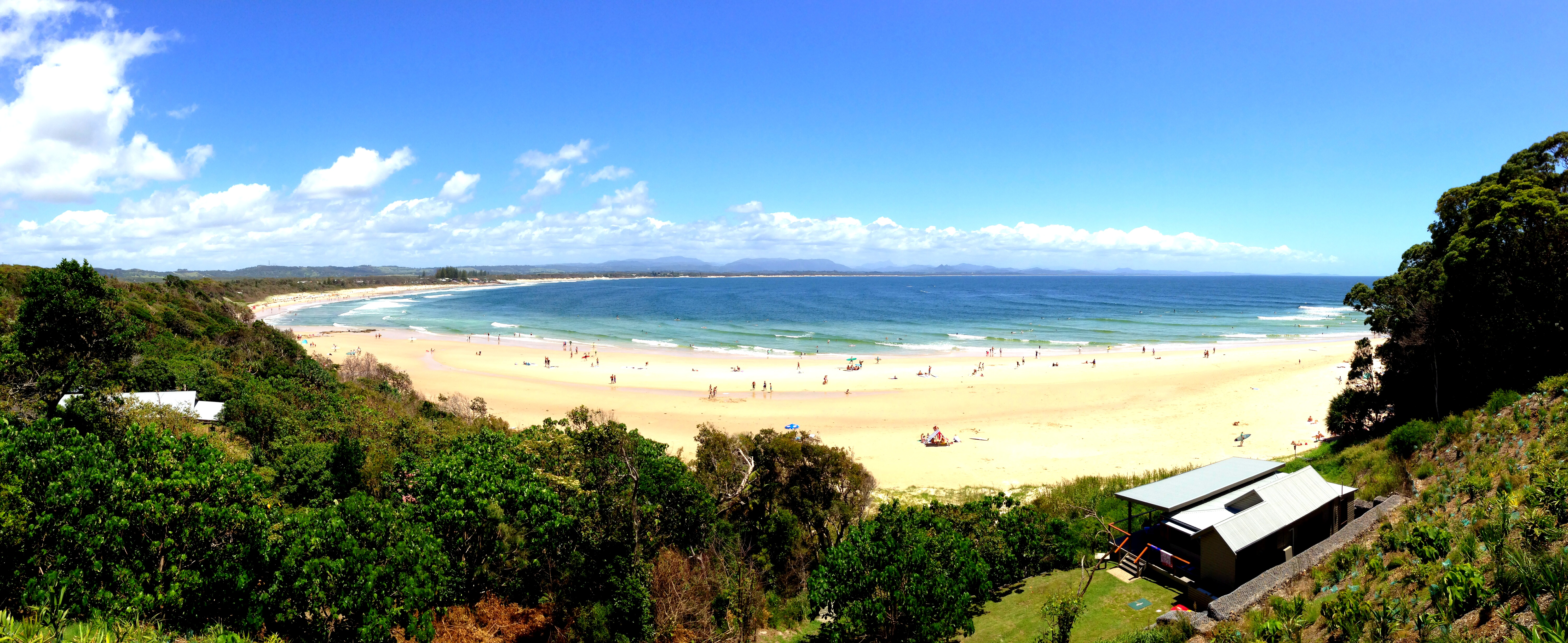
Byron Bay vue depuis le sentier pédestre de Cap Byron.

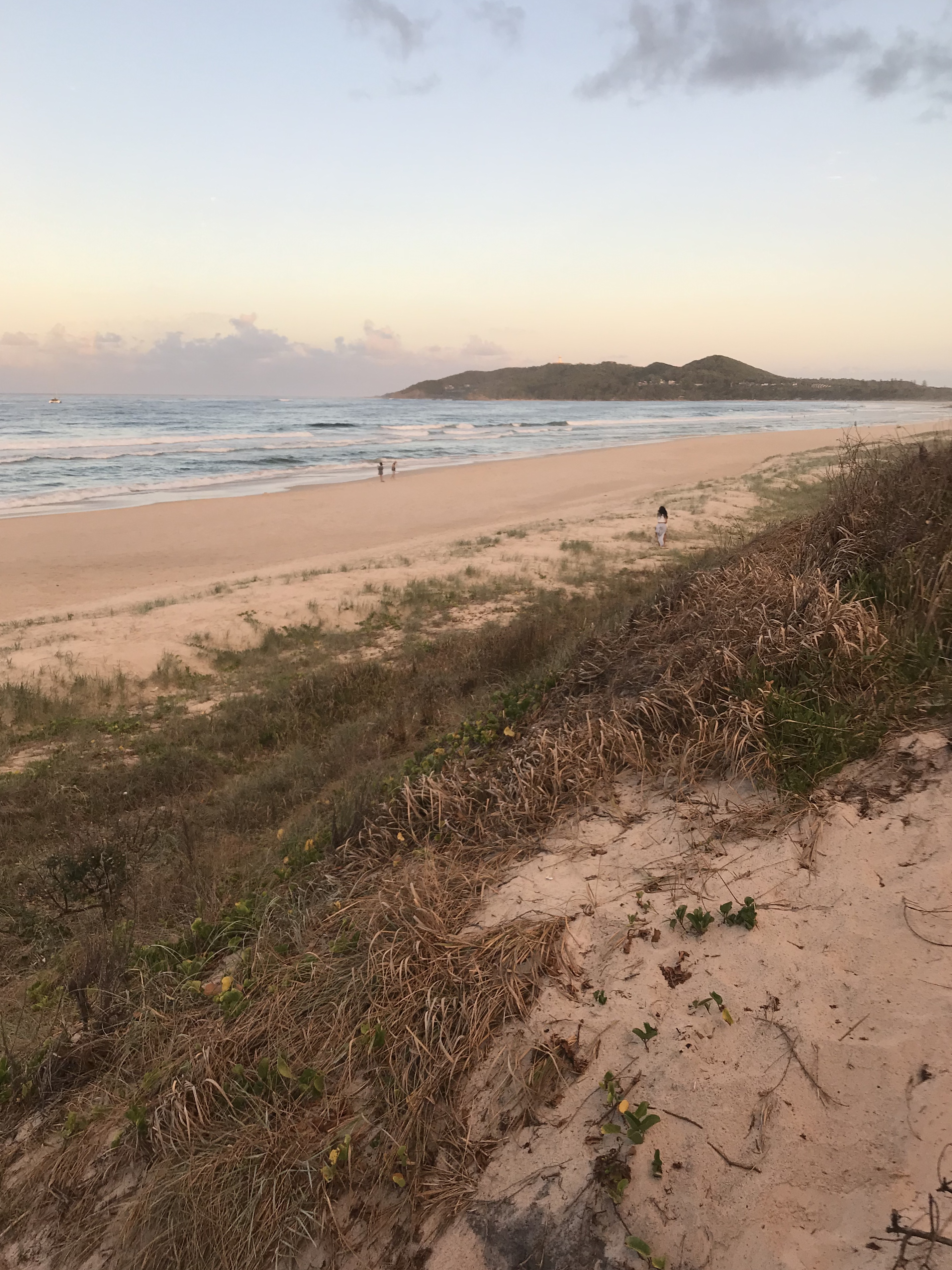
Plage de Belongil.

Les personnes notables originaires ou ayant vécu à Byron Bay comprennent :
- Daevid Allen (1938-2015), musicien.
- Nathan Baggaley (1975-), canoéiste de sprint et surfskieur (en), il a participé aux Jeux olympiques d'été de 2004.
- Simon Baker (1969-), acteur.
- Renee Bargh (en) (1986-), présentatrice de télévision.
- Camille Barr, poète et auteur-compositeur-interprète[51].
- Jordan Barrett (en) (1996-), mannequin.
- John Butler (1975-), guitariste, fondateur du John Butler Trio.
- Toni Childs (1957-), musicien.
- William (Bill) Clifford, Directeur général de Norco dans les années 1920, décrit comme le fondateur de l'industrie laitière, a vécu à Byron Bay de la fin du XIXe siècle jusqu'aux années 1920[52].
- Cleopatra Coleman (1987-), actrice et mannequin, elle est apparue dans The Last Man on Earth et In the Shadow of the Moon[53].
- John Cornell (1941-2021), homme d'affaires et Delvene Delaney (en), actrice et co-animatrice de Sale of the Century (en)[54].
- Shelley Craft (en) (1976-), présentatrice de télévision[55].
- Eka Darville (1989-), acteur.
- Parkway Drive, groupe de metalcore formé en 2002 qui a fait plusieurs tournées à travers le monde.
- Jake Duncombe (en), skateur professionnel.
- Egg, dix fois champion de Mosh et personnalité de Channel Nine TV.
- Zac Efron (1987-), acteur.
- Peter Gifford (1955-), bassiste de Midnight Oil.
- Chris Hemsworth (1983-), acteur[56].
- Katherine Hicks (en), actrice, elle est apparue dans Rescue : Unité Spéciale.
- Simon Hill (en), nutritionniste[57],[58].
- Paul Hogan (1939-), acteur et Linda Kozlowski (1958-), actrice[59].
- Andy Holm, musicien, demi-finaliste de la saison 2012 de Australia's Got Talent (en)[60].
- In Hearts Wake, groupe de metalcore.
- The Jezabels – la chanteuse Hayley Mary (en) et la claviériste Heather Shannon.
- Jack Johnson (1975-), musicien.
- Samuel Lockwood, guitariste des Jezabels.
- Hayley McGlone, chanteuse et chanteuse principale des Jezabels.
- Elle Macpherson (1964-), mannequin et entrepreneure.
- Jeff Martin (en) (1969-), chanteur principal de The Tea Party[61].
- Marty Mayberry (en) (1986-), skieur para-alpin, il a participé aux Jeux paralympiques d'hiver de 2006 et de 2010.
- Maia Mitchell (1993-), actrice et chanteuse.
- Pauline Menczer (1970-), surfeuse professionnelle, championne du monde féminine 1993[62].
- Pete Murray (en) (1969-), auteur-compositeur-interprète.
- Olivia Newton-John (1948-2022), chanteuse, compositrice, actrice, romancière[63].
- Kerry O'Brien (en) (1945-), journaliste[64].
- Dylan O'Donnell, astrophotographe et personnalité YouTube[65].
- Scott Owen (en) (1975-), bassiste de The Living End.
- Dinesh Palipana (en) (1984-) OAM, médecin, juriste et défenseur des personnes handicapées.
- Parcels, groupe formé à la Cape Byron Rudolf Steiner School (en), maintenant basé à Berlin[66].
- Garret Parkes (en) (1991-), surfeur.
- Elsa Pataky (1976-), actrice.
- Kieren Perrow (1977-), surfeur professionnel et premier commissaire de la World Surf League[67],[68].
- Mouche Phillips (en) (1973-), actrice.
- Ric Richardson (en) (1962-), inventeur[69].
- Margot Robbie (1990-), actrice et productrice australienne, elle s'est mariée à Byron Bay le 19 décembre 2016.
- Anatole Serret, batteur de Parcels[70].
- Juzzie Smith (1980-), musicien australien multi-instrumentiste, réside à Byron Bay.
- Space Cowboy (en) (1978-), un avaleur d'épée recordman et artiste de rue originaire de Byron Bay.
- Taylor Steele (en) (1972-), cinéaste[71].
- Mel Symons (en) (1975-), présentatrice de télévision.
- Andrew Thompson (en) (1987-), pilote automobile.
- Beau Walker (en) (1985-), surfeur professionnel et présentateur de télévision.
- Stan Walker (1990-), chanteur, vainqueur d'Australian Idol en 2009 (en).
- Naomi Watts (1968-), actrice.
- Danny Wills, surfeur professionnel[72].

## Dans la fiction

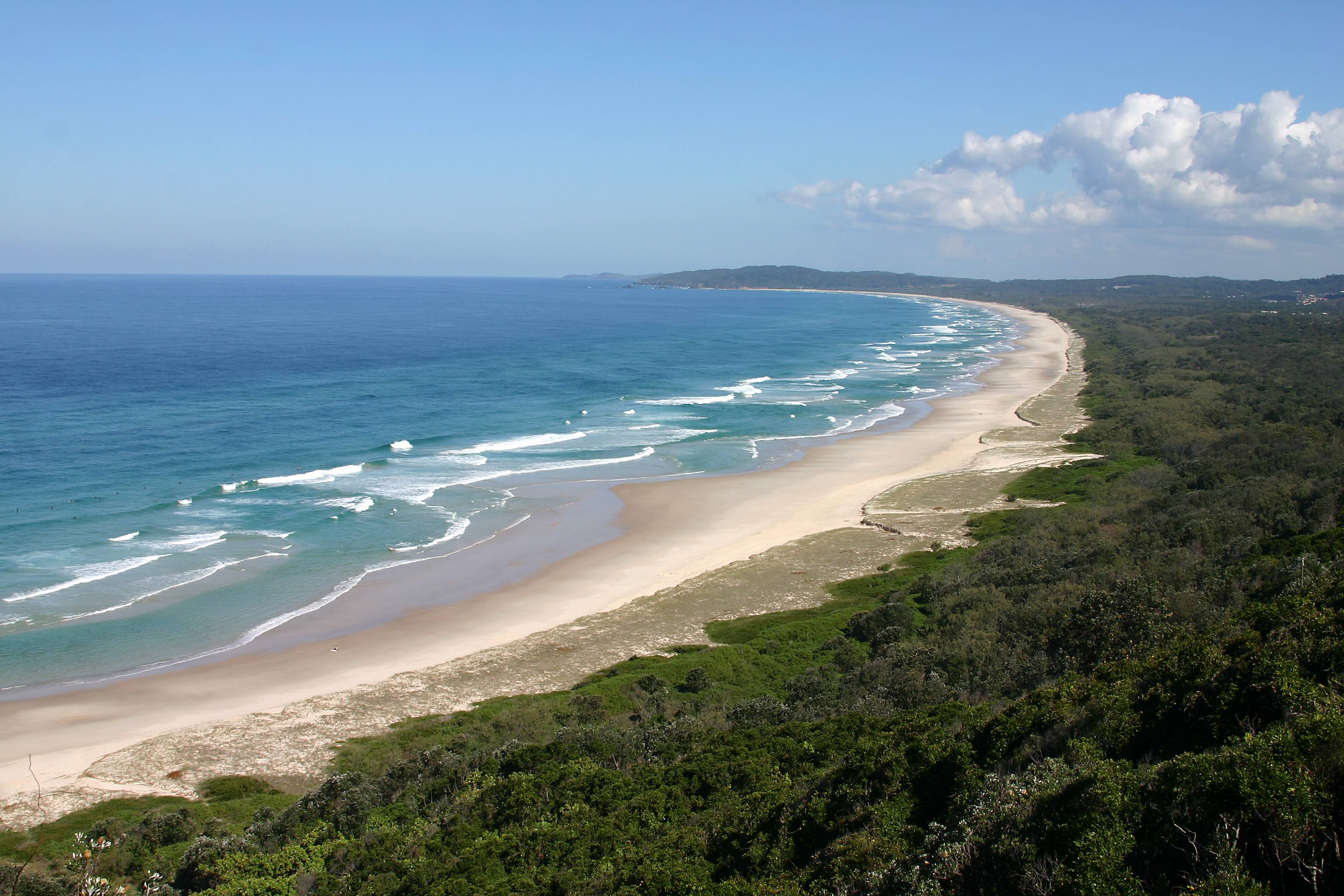
Tallow Beach.

Le roman Propinquity (en) de John MacGregor, édité en 1986, se déroule en partie à Byron Bay et à proximité de Mullumbimby. La série dramatique East of Everything diffusée sur ABC en 2008 et 2009, écrite par Deb Cox (en) et Roger Monk, se déroule dans la ville fictive de Broken Bay qui est basée sur une version un peu plus délabrée de Byron Bay et de ses environs, avec une grande partie du tournage réalisé dans et autour de Byron Bay, y compris des monuments évidemment reconnaissables tels que le phare et les plages locales. Certaines scènes du film The Inbetweeners 2 (en) sorti en 2014, se déroulent à Byron Bay.
La ville figure également dans le jeu vidéo de course en monde ouvert Forza Horizon 3, sorti en 2016 ; l'endroit reproduit est celui où se déroule le festival Horizon Byron Bay.
En juillet 2019, Byron Bay a égélement été utilisé dans Neighbours pour le scénario de retour de Dee Bliss.
Le permis de conduire de Zak dans Les Aventures de Zak et Crysta dans la forêt tropicale de FernGully, un film d'animation sorti en 1992, indique qu'il réside à Byron Bay, ce qui suggère que l'intrigue du film se déroule en Australie.

## Liens connexes
- Parc national d'Arakwal